# آنکازوآبو
آنکازوآبو (به لاتین: Ankazoabo) یک منطقهٔ مسکونی در ماداگاسکار است که در Ankazoabo District واقع شده‌است. آنکازوآبو ۸٬۸۳۴ کیلومتر مربع مساحت و ۶۷٬۳۳۷ نفر جمعیت دارد و ۳۹۹ متر بالاتر از سطح دریا واقع شده‌است.